# Froot Loops
Ne doit pas être confondu avec FL Studio.
Froot Loops est une marque de céréales de petit-déjeuner aux saveurs de fruits produite par Kellogg's, lancée en septembre 1962. Les céréales sont en forme de bague (d'où loops, « boucle » en français) de différentes couleurs vives et aux saveurs de fruits (d'où froot, « fruit » en français). Cependant il n'y a aucune trace de fruit dans les Froot Loops qui sont en réalité aromatisées. Ainsi de différentes méthodes de production existent en fonction des pays, comme c'est le cas au Royaume-Uni. Au départ les céréales étaient rouges, orange et jaunes mais le vert, le violet et le bleu ont été ajoutés au cours des années 1990. Bien que la marque vend une saveur par couleur, Kellogg's a admis que toutes les céréales avaient le même arôme de mélange de fruits.

## Mascotte
Sam le Toucan est la mascotte de Froot Loops depuis sa mise en vente. Il s'agit d'un toucan bleu anthropomorphisé ; les couleurs de son bec correspondent aux trois couleurs d'origine des céréales. Il est décrit comme capable de sentir les Froot Loops de très loin et peut constamment localiser un bol de ces céréales en entonnant : "Follow my nose! For the fruity taste that shows!" ou "Follow my nose! It always knows!".

## Variétés

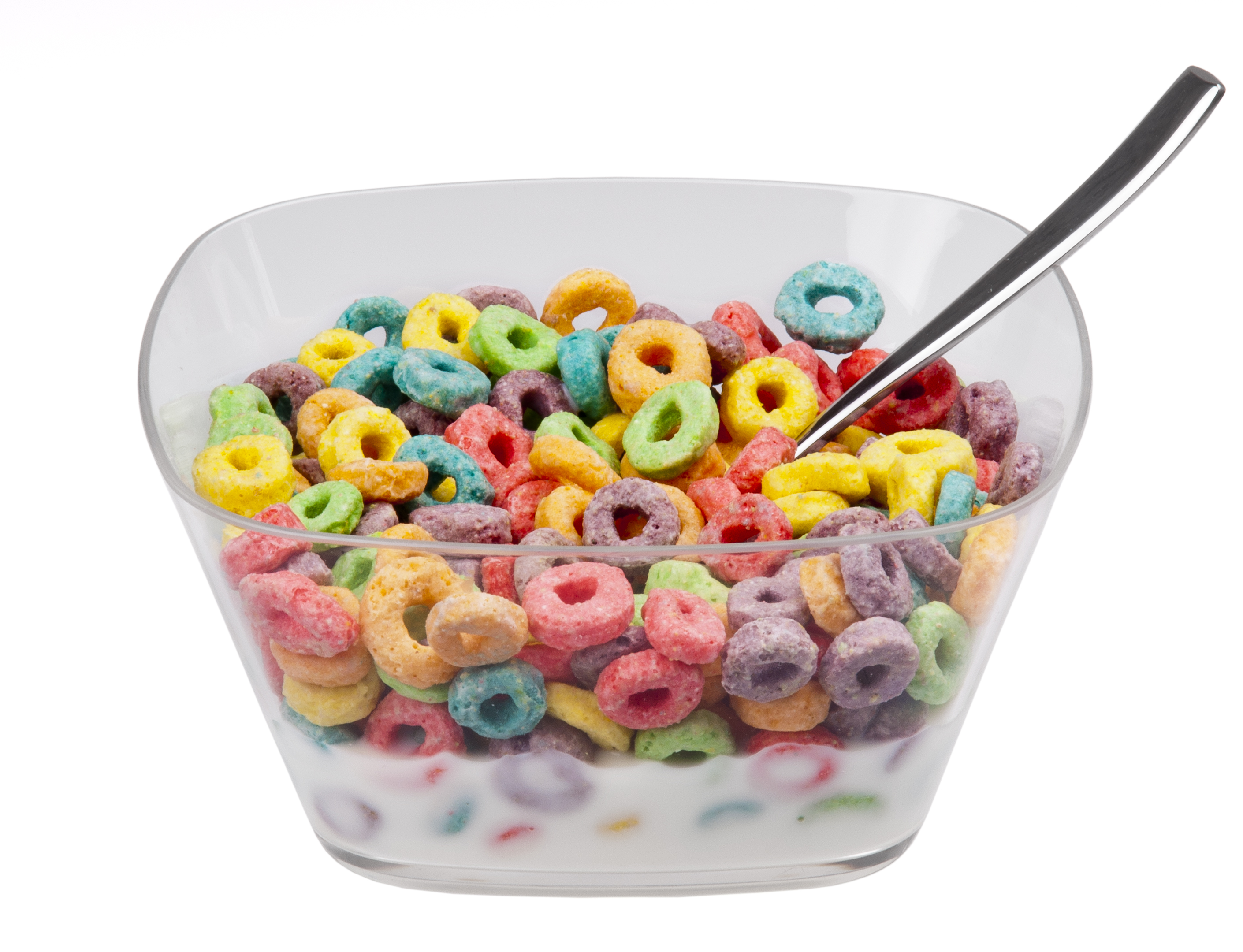
Bol de céréales Froot Loops US

Outre les Froot Loops d'origine, il existe également les Froot Loops Marshmallow, avec des marshmallows ajoutés à la recette de base et les Froot Loops Bloopers, où des céréales en forme de billes remplacent les "loops" ; ces dernières ont été promues par un épisode unique du jeu Angry Birds Space.
Kellogg's a également commercialisé plusieurs variétés de produits dérivés dont les snacks Froot Loops Letters & Numbers, avec des biscuits en forme de chiffres et de lettres, et Snack Ums, des chips Froot Loops géantes dont les slogans étaient "Super-sized bites with deliciously intense natural fruit flavors" et "Flavor Bursting!". Les céréales ont également été produites sous forme de barres céréales Froot Loops.
Au cours de l'été 2012, Kellogg's a lancé la marque sur le marché britannique pour une durée limitée ; ces céréales étaient colorées en orange, vert et violet (les couleurs secondaires des Froot Loops) puisque les substituts de colorant naturel n'ont pas été trouvés pour les rouge, jaune et bleu. De plus la recette d'origine a été modifiée et Kellogg's a déclaré que : "en raison de la législation européenne, nous n'avons pas pu produire des Froot Loops avec les mêmes spécifications qu'aux États-Unis. Les formulations sont différentes, y compris pour les taux de sucre et de sel, et la version britannique a été produite avec des additifs et des arômes alimentaires naturels, ce qui va jouer pour les différences d'aspects et de goût entre les deux produits". Les Froot Loops britanniques sont aussi plus grandes comparées à leur équivalent américain et, en raison de leurs différents procédés de préparation, plus épais. En septembre 2012, les céréales sont retirées de la vente au Royaume-Uni, faute de demande ; cependant, à la mi-2013, elles sont remises sur le marché, malgré les différences avec le produit original.